# Ключи от всех дверей
Ключи от всех дверей — девятый студийный альбом группы Последние танки в Париже.

## Об альбоме
Запись была выложена в интернет для бесплатного скачивания 16 октября 2014 года. Пластинка была издана на виниле 18 октября 2015 года "Издательством Сияние Архивная копия от 26 апреля 2019 на Wayback Machine".

## Список композиций
| №   | Название    | Длительность |
| --- | ----------- | ------------ |
| 1.  | «Ненависть» | 4:25         |
| 2.  | «Ключи»     | 3:29         |
| 3.  | «Ракеты»    | 3:32         |
| 4.  | «Листовки»  | 3:10         |
| 5.  | «Песня»     | 5:13         |
| 6.  | «Время»     | 2:20         |
| 7.  | «Дворы»     | 5:07         |
| 8.  | «Дорога»    | 2:44         |
| 9.  | «Уйдём»     | 4:40         |
| 10. | «Сказка»    | 6:05         |

## Участники записи
- Лёха Никонов — вокал
- Егор Недвига — бас-гитара, бэк-вокал
- Антон Докучаев — гитара, звуковые эффекты, бэк-вокал
- Денис Антонов — барабаны, бэк-вокал, семплер, рояль
- Павел Лабутин (экс-Химера) — виолончель
- Игорь Карнаушенко — звукорежиссёр, запись, сведение